# Ringo Starr
Sir Richard Starkey MBE (født 7. juli 1940), kendt under kunstnernavnet Ringo Starr, er en britisk trommeslager og sanger. Ringo Starr er kendt som en meget stabil og opfindsom trommeslager. Som person er han kendt for at være både omgængelig, ukrukket og ikke mindst sine venners ven. Starr var trommeslager i The Beatles i hele deres pladekarriere fra medio 1962 og frem til gruppens opløsning i 1970. Han har siden gruppens opløsning lavet adskillige soloplader, filmprojekter og turneret med sin egen gruppe Ringo Starr & His All-Starr Band.

## The Beatles
Karrieren startede som trommeslager i 1958 med Rory Storm and the Hurricanes. Han mødte The Beatles under deres turneer i Hamborg hvor grupperne på et tidspunkt delte garderobe. Starr gjorde indtryk på beatlerne og da den daværende trommeslager Pete Best ikke kunne enes med gruppens øvrige medlemmer, blev han fyret til fordel for Starr. Starr har senere udtalt, at han har været limen der holdt beatles sammen.
Ved The Beatles' første prøveindspilning for EMI i 1962 havde produceren George Martin ikke fuld tillid til at Starr havde den fornødne rutine og forlangte at en professionel studiemusiker overtog trommesættet. Starr blev henvist til at spille tambourin, hvilket Starr havde meget svært ved at tilgive Martin.
Starr bidrog med enkelte originale numre til Beatleskataloget, men han havde sit eget nummer på hvert eneste Beatlesalbum.
Hvor Starr udadtil ikke har været stjernen blandt stjerner, var han indadtil den som kunne få beatlerne til at samarbejde om de fælles projekter og se mulighederne i de skæve situationer. Han har bidraget med ideer og oplæg til adskillige af de andre Beatlers numre og er ophavsmanden til titler som A Hard Day's Night og Tomorrow Never Knows.

## Solo
Efter opløsningen af The Beatles opsummerede han sit forhold til de øvrige Beatler i et kærligt drilleri i sangen Early 1970 som har omkvædet Og når de kommer til til byen, ved jeg, at de vil spille med mig. Han formåede at samle de tre øvrige beatler på sit album Ringo (dog ikke på samme skæring), både med kompositioner og som medvirkende. Det lykkedes ham at indspille John Lennons ironiske og selvbiografiske I'm The Greatest uden at teksten virkede malplaceret. Med på nummeret er John Lennon, George Harrison og Klaus Voormann. Omvendt har han også flittigt optrådt på sine gamle venners indspilninger. Samt på utallige indspilninger med mange forskellige kunstnere.
I 1990'erne har han turneret som centrum i Ringo Starr & His All-Starr Band med skiftende besætninger af gamle venner som backing.

## Film
Hans yndlingsrolle har ofte været klovnen i gruppen, hvilket gav ham en hovedrolle i The Beatles første spillefilm A Hard Day's Night fra 1964 og i hans egen TV-film Ognir Rrats.
Han forsøgte sig i 1973 som instruktør i et filmisk portræt af Marc Bolan fra T. Rex, men der var ikke tyngde nok i hverken portrættet eller den portrætterede.

## Diskografi

### Solo
- Sentimental Journey (1970)
- Beaucoups of Blues (1970)
- Ringo (1973)
- Good Night Vienna (1974)
- Ringo's Rotogravure (1976)
- Ringo the 4th (1977)
- Badboy (1978)
- Stop and Smell The Roses (1981)
- Old Wave (1983)
- Time Takes Time (1992)
- Vertical Man (1998)
- I Wanna Be Santa Claus (1999)
- Ringo Rama (2003)
- Liverpool 8 (2008)
- Y Not (2010)
- Ringo 2012 (2012)
- Postcards from Paradise (2015)
- Give More Love (2017)
- What’s My Name (2019)

### EP’er
- 4-Starr Collection (1995)
- Zoom In - Zoom Out (2021)
- Change The World (2021)

### Opsamlinger
- Blast From Your Past (1975)
- Starr Struck: Best of Ringo Starr, vol. 2 (1989)
- Photograph: The Very Best of Ringo Starr (2007)
- Ringo 5.1: The Surround Sound Collection (2008)
- Icon (2014)

### medThe Beatles
- Please Please Me (1963)
- With The Beatles (1963)
- A Hard Days Night (1964)
- Beatles for Sale (1964)
- Help! (1965)
- Rubber Soul (1965)
- Revolver (1966)
- Sct. Pepper’s Lonely Hearts Club (1967)
- Magical Mystery Tour (1967)
- The White Album (1968)
- Yellow Submarine (1969)
- Abbey Road (1969)
- Let It Be (1970)
- Anthology 1 (1995)
- Anthology 2 (1996)
- Anthology 3 (1996)

## Filmografi
- The Beatles Come to Town (1963)
- A Hard Days Night (1964)
- Help! (1965)
- Reflections on Love (1966)
- Magical Mystery Tour (1967)
- The Beatles Mod Odyssey (1968)
- Yellow Submarine (1969)
- Candy (1968)
- The Magic Christian (1969)
- Let It Be (1970)
- Music! (1971)
- 200 Motels (1971)
- Blindman (1971)
- The Point! (1971)
- Did Somebody Drop His House (1972)
- The Concert fir Bangladesh (1972)
- Born to Boggie (1972)
- That’ll Be the Day (1973)
- Son of Dracula (1974)
- Lizatomania (1975)
- The Day the Music Died (1977)
- The Beatles and Beyond (1977)
- Sextette (1978)
- Ringo (1978)
- The Last Waltz (1978)
- The Kidz are Alright (1979)
- Caveman (1981)
- The Cooler (1982)
- Princess Daisy (1983)
- Give My Regards to Broad Street (1984)
- Thomas & Friends (1984-1986)
- Water (1985)
- Alice in Wonderland (1985)
- Sun City (1986)
- Queen: The Magic Years (1987)
- Walking After Midnight (1988)
- The Return of Bruno (1988)
- Shining Time Station (1989-1990)
- The Simpsons (1991
- The Beatles Anthology (1995)
- Concert for George (2003)
- Oh My God (2009)
- George Harrison: Living In The Material World (2011)
- The Powerpuff Girls: Dance Pantsed (2014)
- Popstar: Never Stop Never Stopping (2016)
- The Beatles: Get Back (2021)